# Svadba v Malinovke
Svadba v Malinovke (russisk: Свадьба в Малиновке) er en sovjetisk spillefilm fra 1967 af Andrej Tutysjkin.

## Medvirkende
- Vladimir Samojlov som Nazar Duma
- Ljudmila Alfimova som Sofja
- Valentina Lysenko som Jarinka
- Jevgenij Lebedev som Nechipor
- Zoja Fjodorova som Gorpina Dormidontovna